# Klimatriksdag 2014
Klimatriksdag 2014 är en folkriksdag som hölls den 6-8 juni i Norrköping. Det hela var ett initiativ för att göra klimatet till större fråga i valet och var inspirerat av Folkriksdagen 1893 då det gällde den allmänna rösträtten. Rösträttsfrågan var då lika låst som klimatfrågan är idag och arrangörerna menar att eftersom folkriksdagen 1893 fungerade som ett bevis för den folkliga opinionen för 120 år sedan kan det även fungera idag.
Klimatriksdagen samlas runt den gemensamma värdegrunden: 
"Vi tar varningarna från FN:s klimatpanel på största allvar och utgår från alla människors lika värde och lika rättigheter."

## Bakgrund
Bakgrunden till Klimatriksdagen 2014 är den globala uppvärmningen som mycket sannolikt är en följd av ökade halter av växthusgaser i atmosfären på grund av mänskliga aktiviteter och som med stor sannolikhet kommer leda till fortsatt uppvärmning, vilket bland annat kommer leda till krympande havsisar och mycket sannolikt ytterligare kommer öka frekvensen av extremväder. Efter klimattoppmötet i Köpenhamn 2009 och de stora förväntningarna på det som resulterade i väldigt lite, så gick luften ur miljörörelsen . Detta tillsammans med politikers "tomma prat" ledde fram till initiativet att hålla en klimatriksdag. Enligt en av initiativtagarna finns ett "brett engagemang i klimatfrågor och mängder av initiativ ute i landet, [...] men det märks inte i den politiska debatten" och därför vill man samlas för att sätta press på politikerna inför valet. Syftet är också att fokusera på folkrörelser istället för de politiska partierna.

## Föreningen
Idén startade i Naturskyddsföreningens Linköpingskrets och tillsammans med några andra föreningar bildades den ideella föreningen Klimatriksdag 2014 den 31 augusti 2013 i Norrköping. Föreningen är partipolitiskt och religiöst obunden och har som uppgift att organisera Klimatriksdagen - när detta mål är nått kommer föreningen att läggas ned.  Ordförande i föreningen är Annika Elmqvist och medlemmar får de privatpersoner och organisationer bli som delar föreningens värdegrund.
Fram till klimatriksdagen letade föreningen organisationer som var villiga att skriva under för att stöda arbetet och i början av april hade omkring 50 organisationer ställt upp. I början av juni var undertecknarna närmare 100. Under våren fanns det också möjlighet att skicka in motioner som skulle behandlas under själva riksdagen för att få konkreta förslag att lämna vidare till politikerna.

## Klimatriksdagen

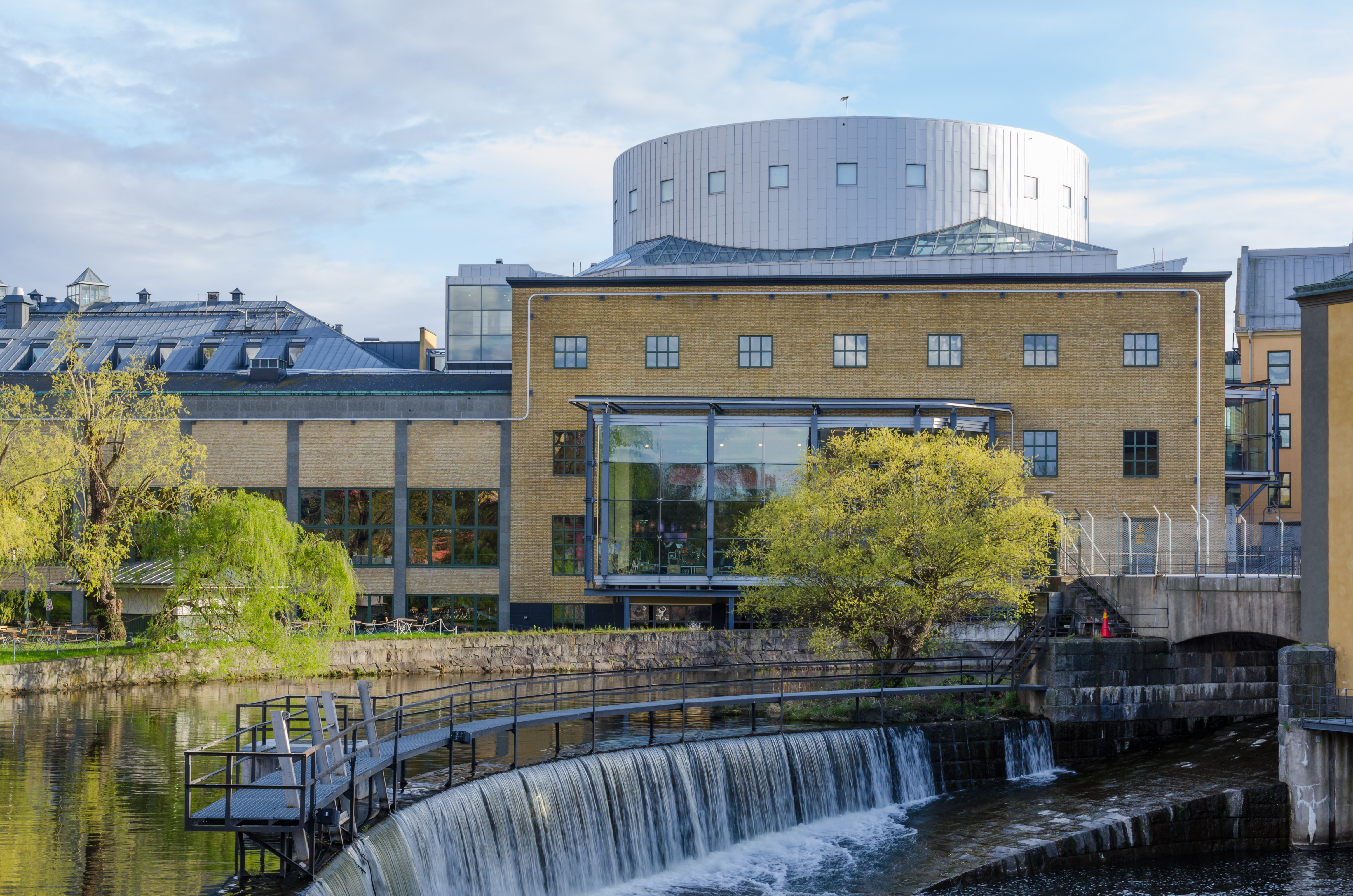
De Geerhallen

Klimatriksdagen hölls i De Geerhallen och andra delar av centrala Norrköping den 6 till 8 juni och varje kväll hölls aktiviteter i kulturkvarteret Knäppingsborg. Helgen inleddes den 6 juni med musik och talare, så som Annika Elmqvist, Johan Rockström och kommunlrådet Lars Stjernkvist, på Tyska torget och därifrån marscherade sedan omkring 600 personer till Louis De Geer där den högtidliga invigningen hölls. Under invigningen talade bland annat Ulf Jarnefjord från Svenska Transportarbetarförbundet, Alva Snis Sigtryggson från Fältbiologerna, Josefina Lundgren Skerk, ledamot i Sametinget, och ordförande Annika Elmqvist.
Lördagen inleddes med ett föredrag av Svante Axelsson och dagen fortsatte med föreläsningar, seminarier och beredning av motionerna. I anslutning till detta hölls en familjedag på och intill Arbetets museum som var öppen för alla och utställare fanns även närvarande. På söndagen hölls slutligen en omröstning av motionerna i Värmekyrkan och därefter en avslutning där de vinnande motionerna presenterades och Norrköpings Musikklasser underhöll. Andra artister och talare under helgen var bland andra Regina Lund, Mjölby baktaktsorkester, Sara Parkman, Anders Wijkman, Johan Ehrenberg, Johanna Lakso, Martin Lönnebo och Kajsa Nerdal (talesperson för Föräldravrålet).

## Röstning och avslutning
Över 200 motioner hade skickats in och dessa delades in i sju olika kategorier. Under lördagens beredning av motionerna ansvarade sju utskott för var sin kategori och deras uppdrag var att välja ut de fem viktigaste som sedan hela klimatriksdagen skulle rösta om. Dessa presenterades på lördagskvällen i De Geerhallen. Omröstningen på söndagen gick till sålunda att varje deltagare på Klimatriksdagen fick rösta på en motion inom varje kategori och dessa röster sammanställdes sedan för att avgöra vilka motioner som fått flest röster. Även medlemmar i föreningen som inte deltog i riksdagen kunde rösta via mejl under lördagskvällen.
Under avslutningen i Värmekyrkan presenterades de sju vinnande motionerna och de överlämnades till representanter för riksdagspartierna och deras ungdomsförbund. Även övriga motioner överlämnades, men de sju var tänkt att ses som de viktigaste Förutom Moderaterna och Sverigedemokraterna hade alla riksdagspartier valt att delta och det hölls en tyst minut för de som inte deltog i ceremonin. En moderat i publiken tog dock på sig ansvaret att föra motionerna vidare. De representanter som var där lovade bland annat att ta upp motionerna i riksdagen (Vänsterpartiet) samt att vidarebefordra dem till miljöminister Lena Ek (Centerpartiet).

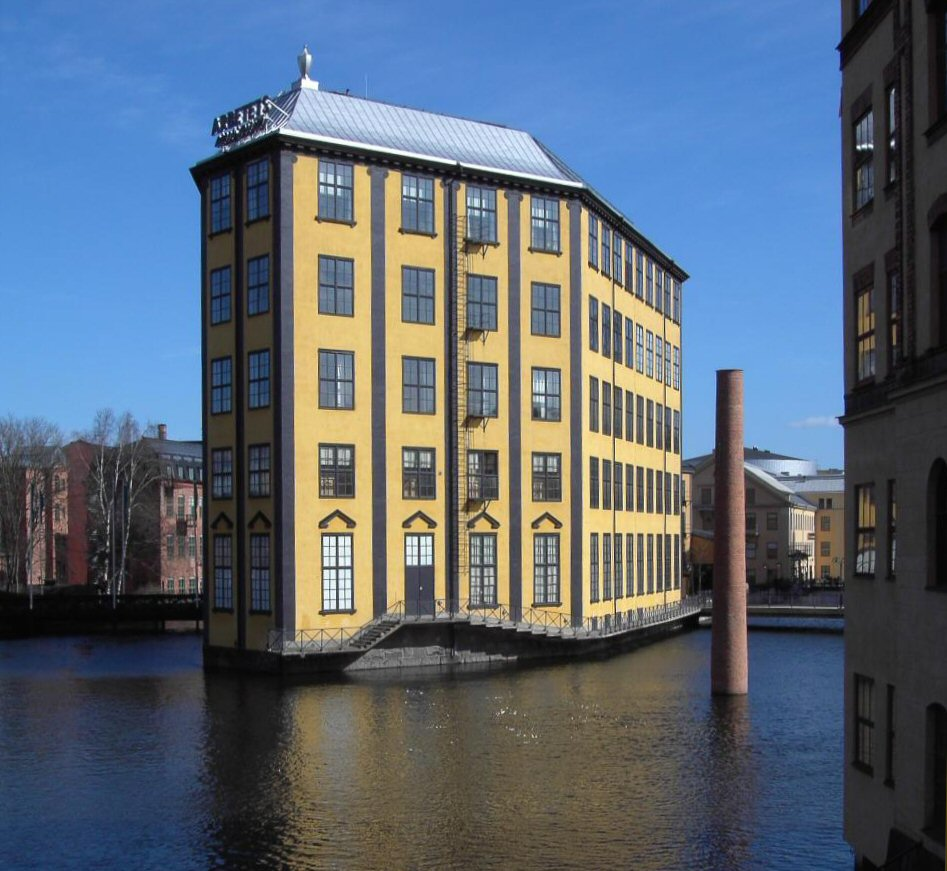
Arbetets museum där en del av föreläsningarna och andra aktiviteter hölls

## Vinnande motioner
De sju motioner som röstades fram under Klimatriksdagen presenteras här under respektive kategori:
Energi
- Motion 304: Nya ägardirektiv till Vattenfall

Ekonomi
- Motion 303: Förändra reglerna för AP-fonderna

Infrastruktur
- Motion 306: Miljövänliga transporter ska vara de mest attraktiva - även prismässigt

Konsumtion, mat och livsstil
- Motion 182: Gör offentlig konsumtion och upphandling klimatsmart

Påverkan, metoder
- Motion 165: Utbildning för hållbar utveckling

Politik 1 - nationellt och internationellt
- Motion 173: Genomför Klimatberedningens förslag

Politik 2 - spec klimatpolitik/växthusgaser
- Motion 220: Halvera Sveriges klimatpåverkan under nästa mandatperiod